# 2008年J1最終節
2008年J1最終節（2008ねんJ1さいしゅうせつ）は、2008年12月6日に行われた日本プロサッカーリーグ（Jリーグ）ディビジョン1（J1）第34節のことを指す。
本項ではその中でJ2降格の可能性があった大宮アルディージャ（以下「大宮」）、アルビレックス新潟（以下「新潟」）、ジュビロ磐田（以下「磐田」）、東京ヴェルディ（以下「東京V」）、ジェフユナイテッド千葉（以下「千葉」）の試合について主に記す。

## 最終節までの経緯

### 第32節まで
Jリーグ開幕15周年を迎えたこのシーズンは、残り3節（第31節終了）の時点で、首位の鹿島アントラーズ（鹿島）から勝ち点差3の中に浦和レッズ（浦和）・名古屋グランパス（名古屋）・大分トリニータ（大分）・川崎フロンターレ（川崎）・FC東京の6チームがひしめき、一方で下位も10位の柏レイソル（柏）から京都サンガF.C.（京都）・横浜F・マリノス（横浜FM）・大宮・新潟・磐田・東京V・千葉までの8チームが勝ち点差7の中で残留を争うという大混戦となった。その一方で、6年ぶりとなるJ1のシーズンを迎えたコンサドーレ札幌（札幌）は、FWダヴィがリーグ2位となる16得点を挙げるも前年度堅守を誇った守備が崩壊し、リーグワーストの70失点を喫した。第16節を最後に全く勝てず、10月19日の第29節のホームでの柏戦（札幌厚別公園競技場）に敗れ、前年の横浜FCと並んで最速タイの5試合を残してのJ2自動降格圏となる17位以下が確定する。
11月23日に行われた第32節は下位同士の直接対決が多く組まれた。12位京都は名古屋に、17位の千葉は11位横浜FMにホームでそれぞれ敗れ、13位新潟と14位大宮、15位磐田と10位の柏、16位の東京Vと18位の札幌がそれぞれ引き分けた。これにより柏のJ1残留が確定、残留争いは11位以下にしぼられた。
| 順 | チーム                     | 試 | 勝 | 分 | 敗 | 得 | 失 | 差  | 点 | 出場権または降格     |
| -- | -------------------------- | -- | -- | -- | -- | -- | -- | --- | -- | -------------------- |
| 10 | 柏レイソル                 | 32 | 12 | 7  | 13 | 46 | 43 | +3  | 43 | J1残留               |
| 11 | 横浜F・マリノス            | 32 | 11 | 9  | 12 | 35 | 31 | +4  | 42 |                      |
| 12 | 京都サンガF.C.             | 32 | 11 | 7  | 14 | 35 | 42 | −7  | 40 |                      |
| 13 | 大宮アルディージャ         | 32 | 11 | 6  | 15 | 34 | 44 | −10 | 39 |                      |
| 14 | アルビレックス新潟         | 32 | 10 | 9  | 13 | 29 | 43 | −14 | 39 |                      |
| 15 | ジュビロ磐田               | 32 | 10 | 7  | 15 | 40 | 46 | −6  | 37 |                      |
| 16 | 東京ヴェルディ             | 32 | 10 | 7  | 15 | 38 | 46 | −8  | 37 | J1・J2入れ替え戦出場 |
| 17 | ジェフユナイテッド千葉     | 32 | 9  | 8  | 15 | 30 | 48 | −18 | 35 | J2リーグ 2009へ降格  |
| 18 | 北海道コンサドーレ札幌 (R) | 32 | 4  | 6  | 22 | 35 | 66 | −31 | 18 | J2リーグ 2009へ降格  |

### 第33節
迎えた11月29日の第32節、残留を争う大宮・横浜FMに連敗し、勝てなければ16位以下（入れ替え戦または自動降格）が確定してしまう可能性のあった17位千葉 だったが、アウェーでの清水エスパルス（清水）戦でFW巻誠一郎のゴールで一度は追いつくも、GK岡本昌弘のはじいたボールをMF下村東美がクリアミスし痛恨のオウンゴールで勝ち越しを許し、後半の反撃も及ばず、逆に千葉の守備の要であるエディ・ボスナーが終了間際の2枚目のイエローカードで退場となり、最終節のFC東京戦は出場停止となるなど、千葉にとっては痛すぎる敗戦となった。これにより、京都・大宮・新潟の自動降格の可能性が消滅した。
| 2008年11月29日 13:03 |

| 清水エスパルス                              | 3 - 2    | ジェフユナイテッド千葉 |
| 兵働昭弘 26分 · 38分 (o.g.) · 岡崎慎司 76分 | 公式記録 | 巻誠一郎 32分, 85分    |

| 日本平スタジアム 観客数: 20,079人 主審: 吉田寿光 |

一足先に千葉が敗れたことで、千葉の運命は14時キックオフの15位磐田と16位東京Vの試合結果に委ねられることとなった。しかし、首位鹿島とアウェーで対戦した磐田は終了間際の鹿島DF岩政大樹のゴールで勝ち点を失い、入れ替え戦の可能性のあった横浜FMとアウェーで対戦した東京Vも司令塔のMFディエゴを出場停止で欠く中で後半の2失点で敗戦。千葉が土壇場で踏みとどまると共に横浜FMの残留も確定した。
| 2008年11月29日 14:04 |

| 鹿島アントラーズ | 1 - 0    | ジュビロ磐田 |
| 岩政大樹 89分    | 公式記録 |              |

| 県立カシマサッカースタジアム 観客数: 29,820人 主審: 西村雄一 |

| 2008年11月29日 14:04 |

| 横浜F・マリノス                               | 2 - 0    | 東京ヴェルディ |
| 松田直樹 58分 · 長谷川アーリアジャスール 89分 | 公式記録 |                |

| 日産スタジアム 観客数: 31,474人 主審: 村上伸次 |

その他の下位チームの対戦では、14位新潟はFC東京に敗れて残留争いから完全に抜け出すことが出来ず、13位大宮と12位京都の直接対決は引き分けて共に勝ち点1を上積みし、京都がJ1残留を確定させた。
| 2008年11月29日 16:04 |

| FC東京        | 1 - 0    | アルビレックス新潟 |
| 赤嶺真吾 83分 | 公式記録 |                    |

| 味の素スタジアム 観客数: 35,172人 主審: 扇谷健司 |

| 2008年11月29日 16:03 |

| 大宮アルディージャ | 1 - 1    | 京都サンガF.C. |
| ラフリッチ 12分    | 公式記録 | 林丈統 58分    |

| NACK5スタジアム大宮 観客数: 11,231人 主審: 山西博文 |

これにより、第33節終了時点での順位は以下の通りとなった。
| 順 | チーム                     | 試 | 勝 | 分 | 敗 | 得 | 失 | 差  | 点 | 出場権または降格     |
| -- | -------------------------- | -- | -- | -- | -- | -- | -- | --- | -- | -------------------- |
| 11 | 横浜F・マリノス            | 33 | 12 | 9  | 12 | 37 | 31 | +6  | 45 | J1残留               |
| 12 | 京都サンガF.C.             | 33 | 11 | 8  | 14 | 36 | 43 | −7  | 41 | J1残留               |
| 13 | 大宮アルディージャ         | 33 | 11 | 7  | 15 | 35 | 45 | −10 | 40 |                      |
| 14 | アルビレックス新潟         | 33 | 10 | 9  | 14 | 29 | 44 | −15 | 39 |                      |
| 15 | ジュビロ磐田               | 33 | 10 | 7  | 16 | 40 | 47 | −7  | 37 |                      |
| 16 | 東京ヴェルディ             | 33 | 10 | 7  | 16 | 38 | 48 | −10 | 37 | J1・J2入れ替え戦出場 |
| 17 | ジェフユナイテッド千葉     | 33 | 9  | 8  | 16 | 32 | 51 | −19 | 35 | J2リーグ 2009へ降格  |
| 18 | 北海道コンサドーレ札幌 (R) | 33 | 4  | 6  | 23 | 36 | 69 | −33 | 18 | J2リーグ 2009へ降格  |

この結果、入れ替え戦に回る可能性は大宮・新潟・磐田・東京V・千葉の5チームに、さらに自動降格の可能性は磐田・東京V・千葉の3チームに絞られた。
自動降格の可能性を持つ3チームは、開幕11試合勝利なし（9敗2分）、勝ち点2の最下位と低迷し、2008年シーズンに就任したばかりのヨジップ・クゼを解任してアレックス・ミラーを迎えて一時は14位まで順位を上げるも、29節以降勝ちなしで17位に再び低迷する千葉、シーズン序盤は中位争いをするも、昇格の原動力の一人であったFWフッキの移籍の穴を埋められず次第に順位を下げていった東京V、攻撃陣に怪我人が続出し、内山篤監督を解任してハンス・オフトを呼び戻すも下位を低迷する磐田と、それぞれに悩みを抱えたまま最終節へもつれ込むこととなった。

## 最終節

### 概要
5チームの試合は下記の4試合である。（太字が降格・入れ替え戦の可能性があるチーム）
- ジェフユナイテッド千葉 - FC東京（フクダ電子アリーナ）
- 東京ヴェルディ - 川崎フロンターレ（味の素スタジアム）
- ジュビロ磐田 - 大宮アルディージャ（ヤマハスタジアム）
- アルビレックス新潟 - ガンバ大阪（東北電力ビッグスワンスタジアム）

このうち13位大宮と14位新潟には自動降格の可能性がなく、大宮は引き分け以上・新潟は勝利で自力での残留決定、それ以外のケースも磐田と東京Vが同時に勝利しない限り残留確定となる。
残る3チームは得失点差の関係で千葉が東京V・磐田と勝ち点で並んでも得失点差で逆転することはほぼ不可能であった ため、各チームの残留確定条件は実質的に以下のようになった。
- 磐田 - 勝利で無条件残留[注 2]、引き分けの場合は東京Vの引き分け以下で残留、敗れても東京Vの敗戦かつ得失点差で上回り・千葉の引き分け以下で残留
- 東京V - 勝利で無条件残留[注 3]、引き分けの場合は磐田の敗戦で残留、敗れても磐田の敗戦かつ得失点差で上回り・千葉の引き分け以下で残留
- 千葉 - 勝利した上で磐田・東京Vが共に敗れた場合のみ残留（引き分け以下は他チームの動向に関係なく自動降格決定）

このように、千葉以外の4チームは勝てば残留決定だったのに対し、千葉は勝利が残留への最低条件でさらに他2試合の結果を待たねばならず、絶体絶命の状態に追い込まれていた。
| 順位 | クラブ                 | 点 | 差  | 34 | 35 | 36 | 37 | 38 | 39 | 40 | 41 | 42 | 43 |
| ---- | ---------------------- | -- | --- | -- | -- | -- | -- | -- | -- | -- | -- | -- | -- |
| 13   | 大宮アルディージャ     | 40 | -10 |    |    |    |    |    |    | ●  | △  |    | ○  |
| 14   | アルビレックス新潟     | 39 | -15 |    |    |    |    |    | ●  | △  |    | ○  |    |
| 15   | ジュビロ磐田           | 37 | -7  |    |    |    | ●  | △  |    | ○  |    |    |    |
| 16   | 東京ヴェルディ         | 37 | -10 |    |    |    | ●  | △  |    | ○  |    |    |    |
| 17   | ジェフユナイテッド千葉 | 35 | -19 |    | ●  | △  |    | ○  |    |    |    |    |    |

### 前半
まず試合が動いたのはビッグスワン。10分、マルシオ・リシャルデスの突破から本間勲が決めて先制。一方、味の素スタジアムでは優勝の可能性が残っていた川崎が序盤から猛攻をしかけるものの、ジュニーニョが数度の決定機を決めきれず、さらに26分には東京V福西崇史の退場によって得たPKも外してしまう。結局前半は試合が動かなかったが、川崎にとっては優勝に向けて何とも重苦しい雰囲気で、東京Vにとっては10人で降格阻止のためにそれぞれ苦しい戦いを続けていた。
フクアリでは、来年度のAFCアジアチャンピオンズリーグ出場圏内の3位を狙うFC東京が39分、コーナーキックをカボレがヘディングで合わせ先制。勝利が絶対条件の千葉であったが先制され、こちらも苦しい戦いを続けていた。
ビッグスワンでは、31分に松下年宏のクロスがそのまま決まり新潟が2点目を挙げるが、1分後にはG大阪は寺田紳一のゴールで1点を返し、2-1で前半を折り返した。ヤマハスタジアムではジウシーニョが走りまくり、幾度も好機を演出し磐田が押し気味に試合を進めるも、スコアレスで前半を折り返した。
- 前半終了時の途中経過
  - 千葉 0 - 1 FC東京
  - 東京V 0 - 0 川崎
  - 磐田 0 - 0 大宮
  - 新潟 2 - 1 G大阪

（前半終了時点の5クラブの暫定順位）
| 昇降 | 暫定順位 | クラブ                 | 試合 | 勝点 | 勝利 | 引分 | 敗戦 | 得点 | 失点 | 得失点差 |
| ---- | -------- | ---------------------- | ---- | ---- | ---- | ---- | ---- | ---- | ---- | -------- |
| ↑1   | 13       | アルビレックス新潟     | 34   | 42   | 11   | 9    | 14   | 31   | 45   | -14      |
| ↓1   | 14       | 大宮アルディージャ     | 34   | 41   | 11   | 8    | 15   | 35   | 45   | -10      |
| -    | 15       | ジュビロ磐田           | 34   | 38   | 10   | 8    | 16   | 40   | 47   | -7       |
| -    | 16       | 東京ヴェルディ         | 34   | 38   | 10   | 8    | 16   | 38   | 48   | -10      |
| -    | 17       | ジェフユナイテッド千葉 | 34   | 35   | 9    | 8    | 17   | 32   | 52   | -20      |

### 後半
これ以上の失点は許されない千葉だったが、後半開始早々に昨年まで在籍していた羽生直剛のシュートがポストを叩く。押し込まれる試合運びのなか命拾いしたのも束の間、53分、長友佑都にカウンターからミドルシュートを決められて0-2。さらにリードを広げられた。これを見てミラー監督は56分にミシェウに代えて新居辰基、63分には5連勝時の原動力だった深井正樹に代えて谷澤達也を投入する。
その頃新潟では、61分にルーカスがゴールを決めてG大阪が同点に追いつく。そして味の素スタジアムでは、64分にジュニーニョの折り返しをレナチーニョが押し込み、遂に川崎が先制点を挙げた。
- 後半20分時点の途中経過
  - 千葉 0 - 2 FC東京
  - 東京V 0 - 1 川崎
  - 磐田 0 - 0 大宮
  - 新潟 2 - 2 G大阪

（後半20分時点の5クラブの暫定順位）
| 昇降 | 暫定順位 | クラブ                 | 試合 | 勝点 | 勝利 | 引分 | 敗戦 | 得点 | 失点 | 得失点差 |
| ---- | -------- | ---------------------- | ---- | ---- | ---- | ---- | ---- | ---- | ---- | -------- |
| ↑1   | 13       | 大宮アルディージャ     | 34   | 41   | 11   | 8    | 15   | 35   | 45   | -10      |
| ↓1   | 14       | アルビレックス新潟     | 34   | 40   | 10   | 10   | 14   | 31   | 46   | -15      |
| -    | 15       | ジュビロ磐田           | 34   | 38   | 10   | 8    | 16   | 40   | 47   | -7       |
| -    | 16       | 東京ヴェルディ         | 34   | 37   | 10   | 7    | 17   | 38   | 49   | -11      |
| -    | 17       | ジェフユナイテッド千葉 | 34   | 35   | 9    | 8    | 17   | 32   | 53   | -21      |

残り25分で最低3点を取らないといけない状況に追い込まれた千葉だったが、ここから劇的な展開を迎える。74分に谷澤のロングフィードを左足アウト側で絶妙なトラップを見せた新居がそのままシュート、FC東京のキーパー・塩田仁史の手に弾かれながらもボールはネットに吸い込まれた。1点差に迫った千葉は反撃を開始する。さらに77分には青木良太のセンタリングを巻誠一郎が胸で落とし、谷澤がボレーでゴール右隅に叩き込み同点。そして80分、レイナウドが今野泰幸に倒されPKを獲得。祈りを捧げる千葉サポーターが続出する中、レイナウドが自らPKを決め、遂に千葉が7分間で3点を入れて逆転に成功した。
一方、スコアレスが続いていたヤマハスタジアムでも試合が動く。75分、小林大悟がラフリッチの折り返しをヘディングで叩き込み、大宮が先制。大宮は残留に向けて大きく前進、磐田は崖っぷちに立たされる。
- 後半35分時点の途中経過
  - 千葉 3 - 2 FC東京
  - 東京V 0 - 1 川崎
  - 磐田 0 - 1 大宮
  - 新潟 2 - 2 G大阪

（後半35分時点の5クラブの暫定順位）
| 昇降 | 暫定順位 | クラブ                 | 試合 | 勝点 | 勝利 | 引分 | 敗戦 | 得点 | 失点 | 得失点差 |
| ---- | -------- | ---------------------- | ---- | ---- | ---- | ---- | ---- | ---- | ---- | -------- |
| -    | 13       | 大宮アルディージャ     | 34   | 43   | 12   | 7    | 15   | 36   | 45   | -9       |
| -    | 14       | アルビレックス新潟     | 34   | 40   | 10   | 10   | 14   | 31   | 46   | -15      |
| ↑2   | 15       | ジェフユナイテッド千葉 | 34   | 38   | 10   | 8    | 16   | 35   | 53   | -18      |
| ↓1   | 16       | ジュビロ磐田           | 34   | 37   | 10   | 7    | 17   | 40   | 48   | -8       |
| ↓1   | 17       | 東京ヴェルディ         | 34   | 37   | 10   | 7    | 17   | 38   | 49   | -11      |

さらに千葉は85分、新居のパスに抜け出した谷澤がキーパーとの1対1を確実に決めてダメ押し。FWの巻も最終ラインに下がりFC東京のクロスを跳ね返し続け、あとは残留を信じてホイッスルを聞くのみとなった。
千葉が逆転したため、残留のためには負けは許されなくなった東京Vも78分に河野広貴、83分には船越優蔵と攻めのカードを切り、柱谷哲二監督も「このままでは落ちる」と右手親指を下に向けるジェスチャーで状況を選手に伝え、選手も必死の攻撃を仕掛けるも川崎の守りをなかなか崩せずにいた。逆にロスタイム、中村憲剛にミドルシュートをゴール左隅に叩き込まれ万事休す。新潟はロスタイムに内田潤がこぼれ球を決め、3-2で勝利。大宮もそのまま勝利し、それぞれ自力での残留を決めた。その頃、残留の最低条件である勝利を手にした千葉は、磐田と東京Vの結果を待っていた。
- 最終結果
  - 千葉 4 - 2 FC東京
  - 東京V 0 - 2 川崎
  - 磐田 0 - 1 大宮
  - 新潟 3 - 2 G大阪

千葉は前身の古河電気工業サッカー部時代からの下部リーグに降格したことの無いという伝統を守ったが、残留は序盤戦の状況を考えると奇跡と言えるもので、この日の劣勢からの大逆転もドラマ性を高める要素となった。一方、かつての名門東京Vは昇格後わずか1年でJ2に降格。さらに親会社の日本テレビの減収から服部年宏、福西崇史、土肥洋一ら主力として活躍したベテランがこのシーズンをもって解雇された（後日、服部と土肥は大幅な年俸ダウンを受け入れ、東京Vとの再契約が発表された）。また、磐田も自動降格は免れたもののベガルタ仙台（仙台）と入れ替え戦を戦うこととなった。同日、札幌の地ではかつて磐田と覇権を争った鹿島が2年連続6度目の優勝を果たした。

### 最終順位
| 順 | チーム                     | 試 | 勝 | 分 | 敗 | 得 | 失 | 差  | 点 | 出場権または降格     |
| -- | -------------------------- | -- | -- | -- | -- | -- | -- | --- | -- | -------------------- |
| 13 | 大宮アルディージャ         | 34 | 12 | 7  | 15 | 36 | 45 | −9  | 43 | J1残留               |
| 14 | アルビレックス新潟         | 34 | 11 | 9  | 14 | 32 | 44 | −12 | 42 | J1残留               |
| 15 | ジェフユナイテッド千葉     | 34 | 10 | 8  | 16 | 36 | 53 | −17 | 38 | J1残留               |
| 16 | ジュビロ磐田 (T)           | 34 | 10 | 7  | 17 | 40 | 48 | −8  | 37 | J1・J2入れ替え戦出場 |
| 17 | 東京ヴェルディ (R)         | 34 | 10 | 7  | 17 | 38 | 50 | −12 | 37 | J2リーグ 2009へ降格  |
| 18 | 北海道コンサドーレ札幌 (R) | 34 | 4  | 6  | 24 | 36 | 70 | −34 | 18 | J2リーグ 2009へ降格  |

## 試合データ
| 2008年12月6日 14:34 |

| ジェフユナイテッド千葉                                 | 4 - 2    | FC東京                      |
| 新居辰基 74分 · 谷澤達也 77 分, 85分 · レイナウド 80分 | 公式記録 | カボレ 39分 · 長友佑都 53分 |

| フクダ電子アリーナ 観客数: 17,152人 主審: 松村和彦 |

| ジェフユナイテッド千葉 |    |            |      |      |
|                        |    |            |      |      |
| GK                     | 17 | 櫛野亮     |      |      |
| DF                     | 02 | 坂本将貴   |      |      |
| DF                     | 14 | 池田昇平   |      |      |
| DF                     | 45 | 早川知伸   |      |      |
| DF                     | 31 | 青木良太   |      |      |
| MF                     | 44 | ミシェウ   | 56分 |      |
| MF                     | 41 | 戸田和幸   |      |      |
| MF                     | 07 | 工藤浩平   | 86分 |      |
| MF                     | 36 | 深井正樹   | 63分 |      |
| FW                     | 10 | レイナウド |      | 81分 |
| FW                     | 18 | 巻誠一郎   |      | 82分 |
| サブメンバー           |    |            |      |      |
| GK                     | 30 | 岡本昌弘   |      |      |
| MF                     | 03 | 斎藤大輔   |      |      |
| MF                     | 06 | 下村東美   | 86分 |      |
| MF                     | 15 | 中島浩司   |      |      |
| MF                     | 16 | 谷澤達也   | 63分 |      |
| MF                     | 43 | 根本裕一   |      |      |
| FW                     | 11 | 新居辰基   | 56分 | 88分 |
| 監督                   |    |            |      |      |
| アレックス・ミラー     |    |            |      |      |

| FC東京       |    |          |      |      |
|              |    |          |      |      |
| GK           | 01 | 塩田仁史 |      |      |
| DF           | 25 | 徳永悠平 |      |      |
| DF           | 03 | 佐原秀樹 |      |      |
| DF           | 02 | 茂庭照幸 |      |      |
| DF           | 05 | 長友佑都 |      |      |
| MF           | 07 | 浅利悟   | 86分 |      |
| MF           | 06 | 今野泰幸 |      | 80分 |
| MF           | 22 | 羽生直剛 | 63分 |      |
| MF           | 40 | 鈴木達也 | 81分 |      |
| FW           | 09 | カボレ   |      |      |
| FW           | 24 | 赤嶺真吾 |      |      |
| サブメンバー |    |          |      |      |
| GK           | 31 | 荻晃太   |      |      |
| DF           | 08 | 藤山竜仁 |      |      |
| MF           | 17 | 金沢浄   |      |      |
| MF           | 20 | 川口信男 |      |      |
| MF           | 30 | 大竹洋平 | 63分 |      |
| FW           | 13 | 平山相太 | 86分 |      |
| FW           | 32 | 近藤祐介 | 81分 | 87分 |
| 監督         |    |          |      |      |
| 城福浩       |    |          |      |      |

| 2008年12月6日 14:33 |

| 東京ヴェルディ | 0 - 2    | 川崎フロンターレ                  |
|                | 公式記録 | レナチーニョ 64分 · 中村憲剛 89分 |

| 味の素スタジアム 観客数: 24,620人 主審: 岡田正義 |

| 東京ヴェルディ |    |            |      |      |
|                |    |            |      |      |
| GK             | 01 | 土肥洋一   |      |      |
| DF             | 14 | 富澤清太郎 |      |      |
| DF             | 17 | 土屋征夫   |      | 33分 |
| DF             | 05 | 那須大亮   |      |      |
| DF             | 04 | 和田拓三   |      |      |
| MF             | 06 | 菅原智     |      |      |
| MF             | 23 | 福西崇史   |      | 26分 |
| MF             | 08 | 柴崎晃誠   | 83分 | 14分 |
| FW             | 25 | 平本一樹   |      | 78分 |
| FW             | 36 | 大黒将志   | 78分 |      |
| FW             | 16 | 飯尾一慶   | 58分 | 26分 |
| サブメンバー   |    |            |      |      |
| GK             | 21 | 高木義成   |      |      |
| DF             | 02 | 福田健介   |      |      |
| DF             | 03 | 萩村滋則   |      |      |
| MF             | 11 | 大野敏隆   |      |      |
| MF             | 20 | 廣山望     | 58分 |      |
| MF             | 33 | 河野広貴   | 78分 |      |
| FW             | 19 | 船越優蔵   | 83分 |      |
| 監督           |    |            |      |      |
| 柱谷哲二       |    |            |      |      |

| 川崎フロンターレ |    |              |      |
|                  |    |              |      |
| GK               | 01 | 川島永嗣     |      |
| DF               | 19 | 森勇介       |      |
| DF               | 04 | 井川祐輔     |      |
| DF               | 13 | 寺田周平     |      |
| DF               | 02 | 伊藤宏樹     |      |
| MF               | 17 | 菊地光将     | 45分 |
| MF               | 14 | 中村憲剛     |      |
| MF               | 29 | 谷口博之     |      |
| FW               | 34 | レナチーニョ |      |
| FW               | 16 | 鄭大世       | 82分 |
| FW               | 10 | ジュニーニョ | 82分 |
| サブメンバー     |    |              |      |
| GK               | 22 | 植草裕樹     |      |
| MF               | 26 | 村上和弘     |      |
| MF               | 06 | 田坂祐介     | 82分 |
| MF               | 24 | 大橋正博     | 45分 |
| FW               | 23 | 久木野聡     |      |
| FW               | 07 | 黒津勝       |      |
| FW               | 09 | 我那覇和樹   | 82分 |
| 監督             |    |              |      |
| 高畠勉           |    |              |      |

| 2008年12月6日 14:34 |

| ジュビロ磐田 | 0 - 1    | 大宮アルディージャ |
|              | 公式記録 | 小林大悟 75分      |

| ヤマハスタジアム（磐田） 観客数: 16,593人 主審: 吉田寿光 |

| ジュビロ磐田   |    |              |      |
|                |    |              |      |
| GK             | 01 | 川口能活     |      |
| DF             | 15 | 加賀健一     | 67分 |
| DF             | 02 | 鈴木秀人     |      |
| DF             | 19 | 岡田隆       |      |
| MF             | 25 | 駒野友一     |      |
| MF             | 38 | ロドリゴ     |      |
| MF             | 17 | 犬塚友輔     |      |
| MF             | 23 | 山本康裕     | 81分 |
| MF             | 24 | 松浦拓弥     |      |
| FW             | 18 | 前田遼一     |      |
| FW             | 08 | ジウシーニョ |      |
| サブメンバー   |    |              |      |
| GK             | 21 | 松井謙弥     |      |
| DF             | 04 | 大井健太郎   | 67分 |
| MF             | 14 | 村井慎二     | 81分 |
| MF             | 16 | 名波浩       |      |
| MF             | 11 | 西紀寛       |      |
| FW             | 32 | 萬代宏樹     |      |
| FW             | 09 | 中山雅史     |      |
| 監督           |    |              |      |
| ハンス・オフト |    |              |      |

| 大宮アルディージャ |    |            |      |      |
|                    |    |            |      |      |
| GK                 | 21 | 江角浩司   |      |      |
| DF                 | 02 | 塚本泰史   |      |      |
| DF                 | 06 | 片岡洋介   |      |      |
| DF                 | 05 | 冨田大介   |      |      |
| DF                 | 04 | 波戸康広   |      |      |
| MF                 | 08 | 小林大悟   |      |      |
| MF                 | 32 | 小林慶行   |      |      |
| MF                 | 07 | 佐伯直哉   | 77分 |      |
| MF                 | 25 | 内田智也   | 69分 |      |
| FW                 | 11 | 藤本主税   | 86分 |      |
| FW                 | 16 | ラフリッチ |      |      |
| サブメンバー       |    |            |      |      |
| GK                 | 01 | 荒谷弘樹   |      |      |
| DF                 | 22 | 田中輝和   |      |      |
| MF                 | 15 | 斉藤雅人   | 77分 |      |
| MF                 | 34 | 青木拓矢   |      |      |
| MF                 | 28 | 土岐田洸平 | 69分 | 88分 |
| FW                 | 09 | 吉原宏太   | 86分 |      |
| FW                 | 14 | 森田浩史   |      |      |
| 監督               |    |            |      |      |
| 樋口靖洋           |    |            |      |      |

| 2008年12月6日 14:34 |

| アルビレックス新潟                        | 3 - 2    | ガンバ大阪                    |
| 本間勲 10分 · 松下年宏 31分 · 内田潤 89分 | 公式記録 | 寺田紳一 32分 · ルーカス 61分 |

| 東北電力ビッグスワンスタジアム 観客数: 34,287人 主審: 家本政明 |

| アルビレックス新潟 |    |                        |      |      |
|                    |    |                        |      |      |
| GK                 | 01 | 北野貴之               |      |      |
| DF                 | 17 | 内田潤                 |      |      |
| DF                 | 05 | 千代反田充             | 77分 |      |
| DF                 | 06 | 永田充                 |      |      |
| DF                 | 28 | 松尾直人               |      |      |
| MF                 | 10 | マルシオ・リシャルデス |      |      |
| MF                 | 15 | 本間勲                 |      |      |
| MF                 | 16 | 寺川能人               |      | 15分 |
| MF                 | 07 | 松下年宏               |      |      |
| FW                 | 09 | アレッサンドロ         |      |      |
| FW                 | 11 | 矢野貴章               |      |      |
| サブメンバー       |    |                        |      |      |
| GK                 | 21 | 野澤洋輔               |      |      |
| DF                 | 19 | 海本慶治               | 77分 |      |
| DF                 | 02 | 中野洋司               |      |      |
| MF                 | 13 | 木暮郁哉               |      |      |
| MF                 | 23 | 田中亜土夢             |      |      |
| FW                 | 20 | 河原和寿               |      |      |
| FW                 | 18 | 川又堅碁               |      |      |
| 監督               |    |                        |      |      |
| 鈴木淳             |    |                        |      |      |

| ガンバ大阪   |    |            |      |      |
|              |    |            |      |      |
| GK           | 22 | 藤ヶ谷陽介 |      |      |
| DF           | 13 | 安田理大   |      |      |
| DF           | 2  | 中澤聡太   |      | 89分 |
| DF           | 5  | 山口智     |      | 87分 |
| DF           | 19 | 下平匠     | 45分 |      |
| MF           | 27 | 橋本英郎   |      | 20分 |
| MF           | 17 | 明神智和   |      |      |
| MF           | 16 | 佐々木勇人 |      |      |
| MF           | 7  | 遠藤保仁   |      |      |
| MF           | 8  | 寺田紳一   | 83分 |      |
| FW           | 9  | ルーカス   |      |      |
| サブメンバー |    |            |      |      |
| GK           | 1  | 松代直樹   |      |      |
| DF           | 6  | 福元洋平   |      |      |
| MF           | 20 | 倉田秋     |      |      |
| MF           | 23 | 武井択也   |      |      |
| FW           | 11 | 播戸竜二   | 45分 | 80分 |
| FW           | 14 | 平井将生   | 83分 |      |
| FW           | 18 | ロニー     |      |      |
| 監督         |    |            |      |      |
| 西野朗       |    |            |      |      |

## エピソードなど

### 千葉
- ニッポン放送での札幌 - 鹿島戦（札幌ド、鹿島のJ1優勝が掛かっていた）中継のゲスト解説を担当していた金子達仁は千葉の大逆転劇を聞いて「これはもう『フクアリの奇跡』と呼んでいい」とコメントした。
- レイナウドが今野に倒されてPKをセットする際、千葉のサポーターが祈りを捧げたり、隣席のサポーターと手を繋いだりする場面がその日のスポーツニュースで流された。
- 試合後の社長挨拶で5月に就任したばかりの三木博計社長の第一声は「皆さん。頬っぺたを抓って下さい」だった[6]。
- 千葉が残留できた要因として、フロント・サポーターの強い支援があった。
  - 毎年のように主力選手の離反を招き、選手・サポーターから反感を買っていた淀川隆博社長が2008年4月25日付けで退任。
  - キャプテンマークにはサポーターのメッセージを記入。
  - 来場観客最高動員数17152人を記録したホーム最終戦はもとより、終盤でのホーム開催チケットが毎試合売り切れになった。
  - アレックス・ミラーは最終節前のインタビューで「フロントとの関係は良好だ。リクエストした選手を直ぐに手配してくれる」とコメント。
  - 最終戦に勝った際は特別ボーナスの支給を選手に約束。
  - 残留・降格の結果に関わらず、2009年シーズンの監督としてアレックス・ミラーを続投させる意向を前もって示唆。また、最終戦を前に2009年シーズンに向けて、他チームが選手の大幅解雇を発表する中、千葉は補強案のみの発表だった。
  - 第32節横浜FM戦に0－3で敗れたあと、ホーム毎試合後のイベント（ワンコインでユニフォームゲッツ）において小学生の子供の「まだ何も決まっていません。」という言葉にスタンドから拍手喝采が起きた。
- なお、サッカーダイジェストにおいて、巻誠一郎は「本当だったらあそこ（清水に敗れた第33節）で僕たちは死んでいた（降格）」と述べていた。実際に、第33節で最もキックオフの早かった清水戦に敗れた事により、磐田・東京Vが共に敗れなければ自動残留は無くなるという状況の下、試合後にはアウェーながらも全スタッフがジェフサポーターへの挨拶に来ていた。
- この逆転残留により、古河電工時代から一度も降格がない伝統は守られた。「落ちない」ということに肖り、受験生向けの合格祈願グッズの販売が計画された。
  - 後に同様の企画が大宮でも行われ、大宮はお守りを販売している。
- また、主力選手の流出により降格に危機に直面したことから、前年まで後手に回っていた体制や補強などについて、前述の監督留任、補強案など積極的な姿勢である旨を発表した。
- FC東京とは国立競技場で行われた2009年の対戦でも、残り5分の時点で1-0の劣勢を逆転し「フクアリの再来」と呼ばれた。
- 2009年は大型補強が実施された千葉であったが、同年の11月8日に川崎に2-3で敗戦し、J2に降格。何度も奇跡を起こしてきた千葉であったが、古河電工時代を通じて44年間守り続けていたトップリーグからついに2部リーグに降格することになり、これを最後にJ1復帰を果たせていない。

### 東京V
- 第31節のヴィッセル神戸戦に敗戦した後の会見で、あまりの不甲斐なき戦いぶりに怒った柱谷哲二監督が試合後「このままだったら100パーセント落ちる」と口走ったが、結果的に現実のものとなった。
- 最終節前に11選手の解雇を発表。さらにメインスポンサーである日本テレビの赤字決算及び撤退を発表。最終節終了後、東京Vサポーターがフロントへの抗議の意味をこめて横断幕を掲げ、夜中0時近くまでスタジアムに残った。
- リーグ終盤、浦和レッズから若手選手を無償レンタルする計画を現場主導で進めていたが、田中強化部長の一存で取り消されたという[7]。
- 試合後、OBでもありフロント入りしていたラモス瑠偉はスーパーサッカーの取材で、「残念でたまりませんですよ。ゼロからのスタートじゃないと、このチーム、ホントに立ち直らない」とコメントした。
- 柱谷哲二監督はこの年限りで退団し、コーチの高木琢也が昇格した。
- 東京Vはこの年を最後に経営危機なども生じてJ2に長く留まることとなり、2023年12月2日に行われたJ1昇格プレーオフを制し2024年シーズンにJ1に復帰するまで16年の期間を要した。これはJ1在籍経験のあるクラブの再昇格に要した年数では最長のブランク（2番目は横浜FCの13年）で、J2での試合数725試合はオリジナル10では最多（2番目は千葉の578試合）となった[8]。

### 磐田
- 最終節のヤマハスタジアムでの試合では途中経過を流さずに試合に集中、18本のシュートを放つなど試合は支配したが遭えなく敗れた。
- その後磐田は仙台との入れ替え戦に勝利し、J1残留を果たした。
  - 磐田を救ったのは2年目の松浦拓弥だった。入れ替え戦第2戦の前日、松浦は引退が決まっている名波浩の居残り練習に最後まで付き合っていた。第2戦で先制点を取った時、松浦は一目散に名波の元に走った。
  - 仙台の手倉森誠監督は中山雅史と同期であった。手倉森は「ゴンに引導を渡す」と意気込んでいたが、失敗に終わっている。
  - 駒野友一は2年連続で入れ替え戦（2007年まで広島に在籍）に出場し、「降格請負人」と揶揄されたが故障を押して出場し汚名を返上した。
- その後仙台は2009年にJ2で優勝し昇格。2010年開幕戦ではヤマハスタジアムで磐田と戦い、1-0で勝利。入れ替え戦敗退の雪辱を果たした。
- 磐田は2013年にクラブ初のJ2降格となったが、2016年にJ1復帰。同年の最終節では、因縁の仙台に勝利しJ1残留を果たした。

### 注記
1. ↑  東京Vまたは磐田が引き分け、千葉が勝利した場合のみ勝ち点で並ぶが、得失点差が東京Vと千葉の間で9点差、磐田と千葉の間で12点差あり、得失点差を逆転するには千葉が最低でも10点差以上で勝利する必要があった。なお、この試合時点でのJリーグでの最多得点差は1998年4月15日のJ・1stステージ第6節・C大阪1-9磐田、2003年7月26日のJ1第14節・神戸0-8大分のそれぞれ8点差で、その後2019年11月24日のJ2第42節・柏13-1京都で12点差という記録が生まれているが、Jリーグ公式戦で10点差以上付いた試合はこの1試合のみである。
2. ↑  得失点差の関係で、この日の対戦相手である大宮を上回るため。
3. ↑  磐田が引き分け以下の場合は勝ち点で磐田を上回り、磐田が勝利の場合は大宮に勝ち点で並び、得失点差で大宮を上回るため。